# Fritz Hartschuh
Fritz Hartschuh (* 28. Juni 1930 in Heidelberg; † 17. September 2020 in Frankfurt am Main) war ein deutscher Jazzmusiker (Vibraphonist, zunächst auch Pianist) und Wirtschaftsmanager.

## Leben und Wirken
Hartschuh hatte als Kind Klavierunterricht, studierte dann am Konservatorium Klavier und bis zum Staatsexamen 1958 Volkswirtschaft an der Universität Heidelberg. Parallel dazu spielte er in den amerikanischen Clubs und seit 1955 als Hauspianist des Cave 54. Er ist in dieser Zeit mit durchreisenden Gaststars wie Chet Baker, Don Ellis, Zoot Sims, Bud Shank, Milt Jackson, Connie Kay oder Al Heath aufgetreten. Hartschuh, der sich bereits seit 1950 als Autodidakt mit dem Vibraphon beschäftigte, wechselte 1956 auf dieses über. Mit eigenen Gruppen trat er auf dem Deutschen Jazzfestival in Frankfurt auf; außerdem war er zwischen 1957 und 1961 bei Wolfgang Lauth beschäftigt (und bei ihm an 9 Schallplattenaufnahmen beteiligt). Später arbeitete er mit Joki Freund und mit den German All Stars (u. a. Auftritt 1965 beim Paris Jazz Festival). Mit seinem eigenen Quartett trat er 1962 beim Deutschen Amateurfestival in Düsseldorf auf; mit dieser Band spielte er 1964 die LP „Autumn in Europe“ ein. 1966 erhielt er mit Emil Mangelsdorff für dessen LP „Swinging Oildrops“  den „Deutschen Schallplattenpreis“.
Anschließend war er als Industriemanager – zunächst in der Atomindustrie, später in der Umwelttechnikbranche – tätig. Auch während dieser Zeit spielte er gelegentlich mit Volker Kriegel (im Quartett mit Peter Baumeister), später dann mit den Frankfurt Swing All Stars. Das Ausscheiden aus dem Brotberuf 1988 erlaubte ihm die Rückkehr auf die Jazzszene. Er spielte auf der Jazzwoche Burghausen und trat auf dem Jazzfestival at Sea mit u. a. Clark Terry, Jimmy Woode und Herb Ellis auf sowie 1993 auf der Jubiläumstournee der Barrelhouse Jazzband mit Butch Miles und Billy Mitchell. Weiterhin spielte er im Quintett mit dem Klarinettisten Paolo Tomelleri Swing. Daneben spielte er Hardbop mit einem Quartett, zu dem neben dem Pianisten Peter Reiter, Vitold Rek und Ralf Hübner gehören (CDs „Monk Project“ 1994, „Erik Satie Project“ 1996). Außerdem trat er mit Dusko Goykovich und mit Heinz Sauer (Eternal Verities) auf.

## Diskographische Hinweise
- Autumn in Europe (1964, mit Rolf Lüttgens, Dieter von Goetze, Rolf Quenzel)
- Paolo Tomelleri/Fritz Hartschuh Quintet Milan Swing (1992, mit Carlo Uboldi, Marco Ratti, Stefano Bagnoli)
- Monk Project (1996, L+R Records)
- Fantasmo Classic (2003, Konnex Records; mit Luca Campioni, Flaviano Braga, Marco Ricci, Stefano Bagnoli)